# Suzbijanje štetočina
Suzbijanje štetočina je regulacija vrsta koje su definisane kao štetočine, obično zato što se smatra da imaju štetno dejstvo na zdravlje osobe, ekologiju ili ekonomiju.

## Uzroci
Mnoge štetočine su postale problem kao posledica ljudskih aktivnosti. Modifikovanjem tih aktivnosti se često može u znatnoj meri redukovati problem štetočina. U Sjedinjenim Državama, rakuni stvaraju neprijatnosti cepanjem vreća sa smećem. Mnoga domaćinstva su prešla na upotrebu kanti sa zaključavajućim poklopcima, čime se onemogućava rakunima pristup smeću. Kućne muve imaju sklonost akumulacije na mestima ljudske aktivnosti i virtualno su postale globalni fenomen, posebno kad su hrana ili otpad dostupni. Slično tome, galebi su postali štetočine u mnogim letovalištima. Turisti često hrane ptice komadićima hrane, i ne potraje dugo, pre nego što ptice postanu zavisne od tog izvora hrane i agresivne.
Živi organizmi evoluiraju i povećavaju svouju otpornost na biološku, hemijsku, fizičku ili bilo koji drugi oblik kontrole. Osim ako je ciljna populacija potpuno uništena, ili je izbugila sposobnost reprodukcije, preživeli deo populacije će neminovno steći toleranciju na svaki oblik pritiska - to dovodi do evolucione trke nauražavanja.